# Bogovë
Bogovë è una frazione del comune di Skrapar in Albania (prefettura di Berat).
Fino alla riforma amministrativa del 2015 era comune autonomo, dopo la riforma è stato accorpato, insieme agli ex-comuni di Çepan, Çorovodë, Gjerbës, Leshnjë, Potom, Qendër Skrapar, Vendreshë e Zhepë a costituire la municipalità di Skrapar.

## Località
Il comune è formato dall'insieme delle seguenti località:
- Bogova
- Kakruge
- Dobruzha
- Përparimi
- Bargullasi
- Novaj
- Nishovaj
- Jaupas
- Selan